# Pretrkovac
Pretrkovac (en serbe cyrillique : Претрковац) est un village de Serbie situé dans la municipalité de Ražanj, district de Nišava. Au recensement de 2011, il comptait 286 habitants.

## Démographie
| 1948 | 1953 | 1961 | 1971 | 1981 | 1991 | 2002 | 2011 |
| ---- | ---- | ---- | ---- | ---- | ---- | ---- | ---- |
| 568  | 592  | 563  | 513  | 480  | 441  | 326  | 286  |

|  |